# タラ (ロシアの地名)
タラ(ロシア語: Та́ра)は、ロシア連邦西シベリアのオムスク州にある市(ロシア語: город)である。タラ川とイルティシュ川の合流地に位置し、オーブラスチ（州）の行政府であるオムスクの約300 km北にあたる。森林地帯がステップにつながる地域である。
ターラとも。人口: 27,318 (2010年調査); 26,888 (2002年調査); 26,152 (1989年調査).

## 歴史

### ロシアのシベリア進出と町の建設
タラは1594年ごろに、イェルマークによるシベリア侵攻の結果、オストログ (要塞)として建設された。この地域でもっとも古い都市のひとつである。
タラはシベリアの都市のほとんどより古く、長年のあいだ、はるか東方の入植地への表玄関となってきた。

### 1722年ターラ（タラ）の蜂起
17世紀に、モスクワ総主教ニーコンが奉神礼改革を行った。これを受け入れない人々がロシア正教会から分裂して、古儀式派として激しい弾圧を受けた。古儀式派信者は辺境に逃れ、西シベリアには特に多かった。ピョートル1世(大帝。在位1681年-1725年)は、残虐な弾圧の代わりに、人頭税を倍にして、彼らの存在を認めつつも、締めつける政策をとった。
古儀式派に対する迫害に対して、西シベリアの信徒たちは団結して抵抗をはじめた。1722年春、ピョートル1世の後継者誕生の知らせとともに、住民に宣誓を求める勅令がタラの古儀式派教徒たちに発せられた。彼らはこれを「反キリストへの宣誓」だと考え、700人が宣誓を拒否した。トボリスクから軍隊が派遣され、170人が逮捕され、タラ市では虐殺も起きた。また、抵抗するコサック（カザーク）との戦闘も続き、抗議の焼身自殺も行われた。結局、この蜂起で、合計2000人ほどの信徒が何らかの処罰を受けた。

## 気候
タラは亜寒帯湿潤気候（ケッペンの気候区分 Dfb）で、亜寒帯気候（ ケッペンDfc）と接しており、冬は非常に寒冷で夏は穏やかである。降水量はきわめて少ないが、1年のなかで夏だけは大幅に増える。
| タラの気候               | タラの気候    | タラの気候    | タラの気候   | タラの気候   | タラの気候  | タラの気候   | タラの気候   | タラの気候  | タラの気候   | タラの気候    | タラの気候    | タラの気候    | タラの気候    |
| 月                       | 1月           | 2月           | 3月          | 4月          | 5月         | 6月          | 7月          | 8月         | 9月          | 10月          | 11月          | 12月          | 年            |
| ------------------------ | ------------- | ------------- | ------------ | ------------ | ----------- | ------------ | ------------ | ----------- | ------------ | ------------- | ------------- | ------------- | ------------- |
| 最高気温記録 °C （°F）   | 5.0 (41)      | 7.2 (45)      | 12.4 (54.3)  | 28.4 (83.1)  | 36.4 (97.5) | 39.0 (102.2) | 40.0 (104)   | 33.1 (91.6) | 32.5 (90.5)  | 23.9 (75)     | 11.1 (52)     | 4.7 (40.5)    | 40 (104)      |
| 平均最高気温 °C （°F）   | −14.5 (5.9)   | −11.7 (10.9)  | −3.4 (25.9)  | 7.0 (44.6)   | 16.6 (61.9) | 22.3 (72.1)  | 24.1 (75.4)  | 20.7 (69.3) | 14.9 (58.8)  | 5.5 (41.9)    | −5.2 (22.6)   | −11.8 (10.8)  | 5.38 (41.68)  |
| 日平均気温 °C （°F）     | −18.9 (−2)    | −17.2 (1)     | −9.3 (15.3)  | 1.8 (35.2)   | 10.3 (50.5) | 16.3 (61.3)  | 18.4 (65.1)  | 15.1 (59.2) | 9.2 (48.6)   | 1.4 (34.5)    | −8.9 (16)     | −16.1 (3)     | 0.17 (32.31)  |
| 平均最低気温 °C （°F）   | −23.8 (−10.8) | −22.8 (−9)    | −15.2 (4.6)  | −3.2 (26.2)  | 4.1 (39.4)  | 10.0 (50)    | 12.6 (54.7)  | 9.8 (49.6)  | 4.5 (40.1)   | −2.2 (28)     | −12.9 (8.8)   | −20.9 (−5.6)  | −5 (23)       |
| 最低気温記録 °C （°F）   | −49.2 (−56.6) | −46.6 (−51.9) | −43.9 (−47)  | −31.1 (−24)  | −12.2 (10)  | −2.8 (27)    | 0.0 (32)     | −3.0 (26.6) | −9.3 (15.3)  | −30.8 (−23.4) | −47.7 (−53.9) | −50.1 (−58.2) | −50.1 (−58.2) |
| 降水量 mm （inch）       | 19.1 (0.752)  | 13.5 (0.531)  | 15.0 (0.591) | 22.7 (0.894) | 38.6 (1.52) | 61.1 (2.406) | 65.6 (2.583) | 60.2 (2.37) | 43.2 (1.701) | 37.4 (1.472)  | 28.0 (1.102)  | 25.1 (0.988)  | 429.5 (16.91) |
| 平均降水日数 （≥0.1 mm） | 19.3          | 16.1          | 15.7         | 11.6         | 11.5        | 11.8         | 9.3          | 12.7        | 12.4         | 16.2          | 21.6          | 22.2          | 180.4         |
| % 湿度                   | 80.0          | 77.5          | 72.3         | 63.0         | 59.9        | 69.1         | 73.8         | 77.5        | 75.6         | 76.9          | 84.1          | 81.9          | 74.3          |
| 平均月間日照時間         | 68.2          | 127.4         | 179.4        | 240.0        | 275.9       | 298.5        | 308.5        | 235.6       | 162.0        | 94.6          | 60.0          | 52.7          | 2,102.8       |
| 出典：climatebase.ru     |               |               |              |              |             |              |              |             |              |               |               |               |               |